# Andrzej Godlewski
Andrzej Godlewski (ur. 12 lutego 1970 w Reszlu, zm. 7 czerwca 2019 w Zurychu) – polski dziennikarz prasowy, menedżer telewizyjny, publicysta radiowy. Od 2011 do 2016 zastępca redaktora naczelnego TVP1 Piotra Radziszewskiego, odpowiedzialny za audycje publicystyczne i społeczne.

## Życiorys
Studiował germanistykę na Uniwersytecie w Lipsku (1988–1993) i na Uniwersytecie Wiedeńskim (1991), a także nauki polityczne w Lipsku (1990–1993), Wiedniu (1991) i na Uniwersytecie Warszawskim (1993–1995), gdzie uzyskał tytuł zawodowy magistra politologii.
Jako dziennikarz prasowy publikował w „Gościu Niedzielnym”, „Wprost”, „Newsweeku”, „Rzeczpospolitej”, „Obserwatorze Finansowym” (projekcie NBP). Został także komentatorem w mediach, m.in. w programie Goście Poranka. Publikował także w „Życiu”, „Nowym Państwie” Regularnie występował także w Poranku RDC oraz audycji Puls Trójki w Programie 3 Polskiego Radia. Sprawy polskie komentował w niemieckojęzycznym serwisie Polskiego Radia dla Zagranicy. Współautor poradników: Miliony dla Polski. Czyli jak zdobyć unijne dotacje oraz Pieniądze za darmo (wspólnie z Andrzejem Szoszkiewiczem). W latach 2004–2006, w czasie prezesury Jana Dworaka, szef działu publicystyki Telewizji Polskiej. W latach 2006–2007 szef działu opinie w „Dzienniku”. Od 2007 był szefem działu opinie w dzienniku „Polska The Times”. W 2009 ówczesny redaktor naczelny tej gazety Paweł Fąfara powierzył mu zwierzchnictwo nad połączonymi działami gazety: opinie, kraj i magazyn. W 2010 przez kilka miesięcy prowadził autorską audycję w radiowej Trójce pt. Trójka po Trzeciej.
W 2011 wraz z Dorotą Gawryluk prowadził debatę dziennikarzy z Jarosławem Kaczyńskim, zrealizowaną wspólnie przez TVP i Polsat.
W latach 2011-2016 pełnił funkcję zastępcy redaktora naczelnego TVP1, gdzie odpowiadał za audycje publicystyczne i społeczne.
Mimo głównych obowiązków w TVP, regularnie publikował w „Gazecie Wyborczej”, „Obserwator Finansowy” NBP, „Gość Niedzielny”, „Wprost”, komentując bieżące sprawy polityczne i relacje europejskie – szczególnie Polska–Niemcy. 
Uczestniczył w redakcji debat i konferencji FWPN, m.in. w roku 2011 (Zielona Góra), gdzie reprezentował zarówno TVP, jak i środowisko dziennikarskie.
Podczas VII Polsko‑Niemieckich Dni Mediów w Poczdamie (Fishbowl: Polityka otwartości; tematyka UE vs. Rosja/Ukraina) w roku 2015, mówił:

Nigdy nie sądziłem, że stanę przed niemieckimi dziennikarzami i będę ich przekonywał, że Unia Europejska jest potrzebna nam wszystkim .

Był laureatem stypendiów dziennikarskich FWPN: wiosną 2017 nagrodzono jego cykl reportaży „W ojczyźnie Angeli”.
W roku 2019 moderator licznych dyskusji w ramach Forum Dialog+. Od roku 2020 regularnie organizowane są panele pod egidą Forum Dialog+ im. Andrzeja Godlewskiego, dotyczące polityki UE oraz relacji polsko-niemieckich.
Współpracował przy produkcji dokumentów w TVP1:
- 2007 – „Czesław Niemen”[18]
- 2014 – „Polska oczami orła”[19]
- 2015 – „Złoty Pociąg”[20] oraz był współproducentem dokumentu „Opowieść o Żegocie”[21].